# Tylopsis continua
Tylopsis continua är en insektsart som först beskrevs av Walker, F. 1869.  Tylopsis continua ingår i släktet Tylopsis och familjen vårtbitare. Inga underarter finns listade i Catalogue of Life.